# Cầu Hannam
Cầu Hannam (Tiếng Hàn: 한남대교, Hanja: 漢南大橋) là cầu dầm bắt qua Sông Hán nối Sinsa-dong, Gangnam-gu và Hannam-dong, Yongsan-gu, Seoul, Hàn Quốc và được gọi là Cầu Hangang thứ 3. Việc xây dựng bắt đầu vào ngày 19 tháng 1 năm 1966 và hoàn thành vào ngày 25 tháng 12 năm 1969. Do lưu lượng giao thông tăng và cầu đã cũ, việc xây dựng cầu mới ở phía tây của cây cầu hiện tại đã bắt đầu vào tháng 12 năm 1996 và khánh thành vào tháng 3 năm 2001. Sau đó, cây cầu hiện tại được sửa chữa và mở cửa trở lại vào ngày 9 tháng 8 năm 2004, hoàn thành cây cầu 12 làn xe hiện tại. Thông qua cây cầu này, Gangnam-daero và Đường cao tốc Gyeongbu được kết nối trực tiếp với Đường hầm Namsan 1 và khu vực Myeong-dong và Eulji-ro. Nó là một phần của cao tốc Đường Xuyên Á .